# Vater Mutter Mörder
Vater Mutter Mörder ist ein deutsches Fernseh-Drama von Niki Stein aus dem Jahr 2011 mit Heino Ferch in der Hauptrolle.

## Handlung
Als Tom Wesnik und seine Frau Esther von einer Feier nach Hause kommen, versperren ihnen Streifenwagen und Feuerwehr den Weg. Sie parken vor einem Wohnhaus, aus dem drei Särge getragen werden. Schnell nimmt sich der Fotojournalist Wesnik seine Kamera und fotografiert wie wild drauf los. Erst nach einer Weile bemerkt er, dass ihn alle Anwesenden, darunter auch Hauptkommissar Franz und Staatsanwältin Stiller, entsetzt anstarren, denn es war Wesniks Sohn Lukas, der gerade drei Menschen erschossen hat. Anschließend hatte er sich selbst töten wollen, was Lukas zum Glück nicht gelungen war, er aber nun im Koma liegt. Wesnik kann nicht glauben, was er da hören muss und steht der Polizei sehr abweisend gegenüber.
Nachdem Lukas wieder aus dem Koma erwacht, kann er sich an kaum etwas erinnern. Während Esther emotional zu ihrem Sohn steht, gerät Tom in einen Gewissenskonflikt. Zwischen Hoffnung und Verzweiflung fragt er sich, ob er als Vater versagt oder sich gar mitschuldig gemacht hat. Schließlich war es seine Waffe, die Lukas benutzt hatte. Dabei entfremdet er sich immer mehr von seinem Sohn und findet für sich nicht den richtigen Zeitpunkt, ihn in der Untersuchungshaft zu besuchen.
Für die Familie wird es schwierig in ihrem Ort weiterzuleben, denn nicht nur Tom, sondern auch seine Tochter Marlene erleben überall nur Ablehnung. Tom will deshalb das Angebot seiner Firma annehmen, für eine Reportage nach Amerika zu gehen. Im letzten Moment überlegt er es sich jedoch anders, nachdem ihn gerade sein Sohn aus der Untersuchungshaft angerufen hatte. Seine Frau und Tochter sind aber nach Berlin gegangen, weil sie es in Sedlitz nicht mehr aushalten. Tom folgt ihnen, nachdem ein Brandanschlag auf sein Auto erfolgt.
Lukas’ Anwältin kann seinen Vater davon überzeugen, seinen Sohn endlich zu besuchen. Sie bringt ihm auch Lukas’ Sachen, die die Staatsanwaltschaft beschlagnahmt hatte. Darin findet Tom Zeichnungen seines Sohnes, die extreme Gewaltszenen darstellen. Als er seiner Frau diese zeigt, erfährt er, dass Lukas eine Therapie gemacht hatte. Weil er sich für seine Ängste schämte, hatte er seinem Vater nichts davon erzählt. Tom nimmt umgehend Kontakt zu dem Therapeuten auf. Dieser räumt ein, die Therapie möglicherweise zu früh beendet zu haben. Er habe vage Anzeichen von Schizophrenie bei ihm entdeckt, die aber nicht eindeutig waren. Die Gewaltzeichnungen wertet er als Mittel, um Ängste abzubauen. Ebenso sei Mord oftmals auch ein verhinderter Selbstmord. Trotzdem hält er Lukas für schuldfähig, was sein Vater ganz und gar nicht so sieht. Er stellt sich nun endlich auf Lukas’ Seite und prangert dabei alles an, was seinen Sohn hatte zum Mörder werden lassen: Computerspiele, Gewaltfilme, auch Lukas’ Freundin Katja gibt er eine Mitschuld. Dabei muss er sich eingestehen, selbst den größten Teil von Lukas’ Problemen verursacht zu haben. Seine ständige berufliche Abwesenheit, gerade wo sein Sohn ihn sehr gebraucht hätte, dürfte ein wichtiger Aspekt für dessen emotionaler Entwicklung gewesen sein.
Vor Gericht gibt Lukas ein umfassendes Geständnis ab, wobei sich herausstellt, dass er Katjas Eltern erschossen hatte, weil sie immer „voll ätzend“ zu seiner Freundin gewesen wären. Sie hatte an dem Tag Hausarrest, deswegen seien er und sein Freund Denis zu ihr gegangen, was dann so eskalierte. Er wollte Katja mit seiner Tat zeigen, wie sehr er sie liebte und deshalb für sie sogar zum Mörder wurde.
Am nächsten Tag erhalten Lukas’ Eltern die Nachricht, dass ihr Sohn einen Selbstmordversuch unternommen hat und sich im Krankenhaus befindet. Sein Zustand ist nach kurzer Zeit schon nicht mehr lebensbedrohend und in einem Abschiedsbrief an seine Eltern bittet er sie, sich nicht seinetwegen zu trennen. Nur er wäre schuld an der ganzen Situation und da er nun nicht auch noch seine Familie zerstören wollte, wollte er eben sterben. Er weiß, dass er sich durch seine Tat von seiner Familie „abgeschnitten“ habe, aber ohne sie auch nicht mehr weiterleben könne. Esther und Tom setzen sich daraufhin ans Krankenbett ihres Sohnes und auch Tom ergreift liebevoll seine Hand.

## Hintergrund
Der Film wurde vom 1. Februar bis 4. März 2011 in Berlin und in der Uckermark gedreht. Premiere feierte er am 30. Juni 2011 auf dem Filmfest München. Die deutsche Erstausstrahlung fand am 10. Februar 2012 auf ZDFneo statt. Drei Tage später lief der Film im ZDF, wo er von 5,17 Mio. Zuschauern gesehen wurde, was einem Marktanteil von 15 Prozent entsprach.
Beim Festival de Télévision de Monte-Carlo erhielt der Film eine Nominierung, außerdem waren Niki Stein für die beste Regie und Heino Ferch als bester Hauptdarsteller nominiert.

## Kritiken
Das Lexikon des internationalen Films betitelte das „(Fernseh-)Drama als intensiv gespieltes Psychogramm eines Mannes zwischen Hoffnung und Verzweiflung.“
Tittelbach.tv fragte: „Kann man den eigenen Sohn, der zum Mörder geworden ist, noch lieben? Niki Steins ‚Vater Mutter Mörder‘ mit seiner klaren moralischen Rollenverteilung ist als Diskussionsstück angelegt. Als Film überzeugt die ZDF-Produktion nur begrenzt. Psychologisch geht es nicht ans Eingemachte. Das harte Thema wird dramaturgisch weich gekocht. Pech, dass es bessere ARD-Dramen gibt!“
Tilmann P. Gangloff urteilte für evangelisch.de: „Natürlich waren die Eltern an der Tat nicht beteiligt, sie haben weder abgedrückt noch zugestochen. Aber sie haben den Mörder großgezogen, und daher fragen sie sich, was sie falsch gemacht haben. Bei jugendlichen Straftätern aus ‚gutem Hause‘ ist die Fallhöhe naturgemäß noch größer. […][Der Film] erzählt die Geschichte konsequent aus Sicht des schockierten Vaters (Heino Ferch), der zunächst jeden Kontakt zum Sohn abbricht; als könne er sich auf diese Weise auch jeder Verantwortung entledigen.“
Der Spiegel Online schrieb: „Ferch spielt das alles mit äußerster Präzision und Kargheit. Es ist der Zorn im Auge, es ist das ungeduldige Mahlen des Kiefers, das hasserfüllte Vorschieben des Kinns - alles Gesichtsregungen, die viel mehr sagen als die Worte. Und es ist die Kamera (Arthur W. Ahrweiler), die alles sorgsam protokolliert. So zurückgenommen und intensiv war Ferch noch nie zu sehen. Am Ende wechselt die Atmosphäre des Schweigens. Waren am Anfang die Akteure stumm vor Wut und Ratlosigkeit, sind sie es zum Schluss aus Einsicht und, ja, vielleicht aus Liebe. ‚Ihr seid nicht schuld!‘, schreibt der Sohn aus dem Gefängnis. Kain steht vor einem anderen Gericht als dem der Familie. Ein großartiger Film.“
Daniel Haas von der Frankfurter Allgemeine Zeitung meinte: „Das Schwanken zwischen Betäubt- und Außer-sich-Sein darzustellen, ohne auf Effekte zu setzen, das gelingt vor allem Ferch. Man hätte ihm und seinen Mitspielern aber eine präzisere Regie gewünscht. Es gibt [leider auch] Szenen von überwältigender Plumpheit. […] Flachheiten, die ein gutes Lektorat umgehen kann. Dann die Nebendarsteller: Anwältin, Kommissar, Pfarrer - wenig konturierte Figuren mit halbgarer Agenda. Es ist durchaus sinnvoll, einen Akteur mit Tiefenschärfe auszustatten, auch wenn er nur minutenweise in Erscheinung tritt.“